# Punjab (India)
Il Punjab (in pangiabi ਪੰਜਾਬ , Pañjāb) o Panjab, italianizzato in Pangiab (/panˈʤab/) o meno comunemente Pengiab, è uno Stato federato nel nord ovest dell'India, parte di una più grande regione del Punjab. Le regioni confinanti sono il Punjab pakistano a occidente, Jammu e Kashmir a nord, Himachal Pradesh nel nord-est, Haryana a sud e sud-est e Rajasthan a sud-ovest. L'area totale è di 50 362 chilometri quadrati. La popolazione è 30.045.949 (1º gennaio 2023).

## Geografia
La parola Punjab è la combinazione delle parole punj, che significa "cinque" e ab, che significa "acqua". Il Punjab è infatti una regione con cinque fiumi: Sutlej, Beas, Ravi, Chenab e Jhelum. Dopo la spartizione, la metà occidentale della regione andò al Pakistan e quella orientale all'India. Il Punjab è uno stato agricolo, con una fertilità della terra senza uguali nel mondo. Il raccolto più importante è il frumento. Altre coltivazioni importanti sono: cotone, canna da zucchero, miglio, orzo e alberi da frutta. Le industrie più importanti sono quella tessile e quella di macinazione della farina. I collegamenti con strade, ferrovie e trasporti fluviali sono ampiamente estesi in tutta la regione.

## Lingua e religione
La principale religione del Punjab indiano è quella dei Sikh, con circa il 97% della popolazione.. La città di Amritsar è la sede del Tempio d'Oro (noto anche come Harmandir Sahib o Hari Mandir), il principale luogo sacro. Anche il Giainismo considera Amritsar come una delle città importanti.
La lingua parlata sui due lati del confine è il punjabi, anche se l'alfabeto usato è differente - alfabeto gurmukhi nel lato indiano e shahmukhī nel lato pakistano, una forma modificata dell'alfabeto arabo-persiano. La lingua punjabi in alfabeto gurmukhi è la lingua ufficiale dello stato. La capitale dello stato del Punjab è Chandigarh. Altre città importanti sono Ludhiana, Amritsar, Jalandhar e Patiala.

## Storia della spartizione
Lo Stato indiano del Punjab fu creato nel 1947, quando la spartizione tra India e Pakistan divise la precedente provincia Raj del Punjab tra le due nuove nazioni. La parte della provincia più musulmana ad ovest divenne lo Stato del Punjab pakistano; la parte a est, per lo più sikh e indù, divenne lo Stato del Punjab indiano. Anche molti piccoli Stati principeschi del Punjab, compresa Patiala, divennero parte dell'India.
Nel 1950, dalla parte indiana del Punjab indiano furono creati due Stati separati: il Punjab comprese tutta la ex provincia Raj del Punjab, mentre gli Stati principeschi furono unificati in un nuovo Stato, la Patiala and East Punjab States Union (PEPSU). Nel 1956, la PEPSU fu unita allo Stato del Punjab, e diversi distretti del Punjab che si trovavano nell'Himalaya furono uniti all'Himachal Pradesh.
La precedente capitale della provincia del Punjab, Lahore, finì in Pakistan dopo la spartizione, così fu costruita ex novo una nuova capitale per lo Stato indiano del Punjab: Chandigarh. Il 1º novembre del 1966, la parte sud est, per lo più indù, del Punjab divenne uno Stato separato, Haryana. Chandigarh era al confine tra i due Stati, e divenne un territorio separato che serve da capitale sia al Punjab che all'Haryana.

## Amministrazione
Il territorio del Punjab è suddiviso in quattro divisioni e 22 distretti:
- Divisione di Ferozepur:
  - Fazilka
  - Ferozepur
  - Moga
  - Muktsar
- Divisione di Faridkot:
  - Bathinda
  - Faridkot
  - Mansa
- Divisione di Patiala:
  - Fatehgarh Sahib
  - Ludhiana
  - Rupnagar
  - Patiala
  - Sangrur
  - Barnala
  - Mohali
- Divisione di Jalandhar:
  - Jalandhar
  - Hoshiarpur
  - Amritsar
  - Gurdaspur
  - Kapurthala
  - Nawanshahr
  - Pathankot
  - Tarn Taran

### Città principali
(censimento 2001)
| Città                      | Popolazione |
| -------------------------- | ----------- |
| Ludhiana                   | 1.395.053   |
| Amritsar                   | 975.695     |
| Jalandhar                  | 701.223     |
| Patiala                    | 302.870     |
| Bathinda                   | 217.389     |
| Pathankot                  | 159.559     |
| Hoshiarpur                 | 148.243     |
| Batala                     | 126.646     |
| Moga                       | 124.624     |
| Abohar                     | 124.303     |
| Sahibzada Ajit Singh Nagar | 123.284     |
| Malerkotla                 | 106.802     |
| Khanna                     | 103.059     |
| Barnala                    | 96.397      |
| Phagwara                   | 95.626      |
| Ferozepur                  | 95.451      |
| Nawanshahr                 | 53.763      |